# 吉村弘
吉村 弘（よしむら ひろし、1940年10月22日 - 2003年10月23日）は日本の音楽家、作曲家。
神奈川県横浜市出身。早稲田大学第二文学部美術科卒業。

## 概要
サウンド・デザインやグラフィック・デザイン、ヴィジュアル・ポエトリーを含有したサウンド・オブジェやパフォーマンス、環境音楽の制作を行い、特にTOAとの共同施工で多くの音デザイン事業を手がけた。日本の環境音楽の草分け的存在とされる。国立音楽大学音楽デザイン学科非常勤講師や千葉大学工学部工業意匠学科非常勤講師を歴任し、美術館などでの市民参加のワークショップにも力を注いでいたが、2003年に皮膚がんのため死去。

## 来歴
- 1940年　神奈川県横浜市生まれ
- 1964年　早稲田大学第二文学部美術科卒
- 1978年　NHK邦楽委嘱作品「アルマの雲」作曲

### サウンド・デザイン
- 1983年　釧路市立博物館 館内環境音制作
- 1983年    西武百貨店池袋店　館内環境音楽制作
- 1984年　長野県松本市「ピレネ・ビル」の時報音制作
- 1988年　シュウウエムラMake Upパリ公演音楽担当
- 1991年　営団地下鉄南北線の発車サイン音・接近音、王子駅構内環境音制作（発車サイン音は後に都営地下鉄三田線、埼玉高速鉄道線などでも採用）
- 1992年　第一ホテル東京シーフォートの環境音制作
- 1998年　横浜国際総合競技場の外周部環境音制作
- 1998年　福岡三越 音と香のデザイン
- 1999年　大阪国際空港ターミナルビル展望デッキの環境音制作
- 1999年　ヴィーナスフォート＜シュウウエムラ・ファクトリー＞の環境音制作
- 2001年　神戸市営地下鉄海岸線のサウンド・ピクトグラム
- 2002年　アクアワールド・大洗（大洗水族館）の環境音制作
- 2003年　神奈川県立近代美術館 サウンド・ロゴ ※CD「フォア･ポストカード」として発売

### ワークショップ
- 1990年　「枯れ葉のレター作り」（目黒区美術館）
- 1991年　「水のアラベスク・音のかたち」（目黒区美術館）
- 1996年　「いたばしサウンド・ウォーク」（板橋区教育委員会生涯学習）
- 1997年　「いたばしサウンド・ウォーク」（板橋区教育委員会生涯学習）
- 1998年　「はじめての音体験」（立川市高松公民館）
- 1998年　「耳で観察サウンド・ハンティングツァー」（向ヶ丘遊園）
- 1999年　「志木サウンド・ウォーキング」（志木市公民館）
- 2001年　「森のなかでみつけた音」（霊山こどもの村）

### TV・ラジオ出演
- NHK-FM 「環境音楽への旅」1986年8月16日
- NHK-BShi 「光のコンサート'90」1990年4月20日
- NHK総合 「列島リレードキュメント 都会の”音”をつくる」1996年3月1日

## 作品

### ディスコグラフィ
- ナイン・ポストカード MUSIC FOR NINE POST CARDS(1982)
- PIER & LOFT(1983)　カセットテープのみ（2017年に初LP化）
- AIR IN RESORT(1984)　資生堂「春の化粧品デー」プレゼント用LP
- サラウンド SURROUND(1986)
- グリーン GREEN(1986)
- 静けさの本(1988)　演奏：柴野さつき（ピアノ）
- PIER & LOFT '89remix(1989)　カセットテープのみ
- 「吉村弘の耳」展 カセットカタログ 音の島(1992)　カセットテープのみ
- Music for Your Mind Relaxation Music Vol.1　WET LAND(1993)
- FACE MUSIC(1994)
- Koto Vortex・Ⅰ　吉村弘の音宇宙(1994)　演奏：Koto Vortex（琴）
- クワイエット・フォレスト QUIET FOREST(1996)
- フォア・ポストカード FOUR POST CARDS(2004)　神奈川県立近代美術館委嘱作品
- ソフト・ウェーブ/ウミネコ SOFT WAVE FOR AUTOMATIC MUSIC BOX(2005)　1973/1976年制作
- FLORA 1987 (2006)　1987年制作

### 単著
- 都市の音(1990年 ISBN 4393934113)
- 街のなかでみつけた音(1994年 ISBN 439393427X)
- 大江戸時の鐘　音歩記(2002年 ISBN 9784393934746)
- 静けさの本(2003年 ISBN 9784393970164)　1988年にCDで発売された作品のCDブック形式での再発売

## 関連文献
- 吉村弘の世界 音のかたち、かたちの音(2005年)　神奈川県立近代美術館展覧会カタログ